# Friedrich-Luft-Preis
Der Friedrich-Luft-Preis, benannt nach dem bedeutenden Berliner Theaterkritiker Friedrich Luft, ist ein von der Tageszeitung Berliner Morgenpost seit 1992 verliehener Theaterpreis, der seit 2021 gemeinsam mit Deutschlandfunk Kultur vergeben wird. Er würdigt jährlich die beste Berliner oder Potsdamer Theateraufführung, die von einer siebenköpfigen Jury bestimmt wird, und ist derzeit mit 7500 Euro dotiert.
Die Jury besteht derzeit aus acht Mitgliedern: Ernst Elitz (Gründungsintendant des Deutschlandradios), der Theaterkritikerin Katrin Pauly, Elena Philipp und Susanne Burkhardt, den Schauspielerinnen Martina Gedeck und Claudia Wiedemer, dem Morgenpost-Kulturchef Felix Müller und Hans-Dieter Heimendahl, Ressortleiter Kultur beim Deutschlandfunk.

## Preisträger
- 1992: Rheinische Rebellen unter der Regie von Frank Castorf an der Volksbühne Berlin
- 1993: Ein Stück vom Paradies unter der Regie von Andrej Woron im Teatr Kreatur
- 1994: Kriemhilds Rache unter der Regie von Thomas Langhoff am Deutschen Theater Berlin
- 1995:
  - Lila unter der Regie von Stefan Bachmann am Theater Affekt
  - Emmi Göring an der Seite ihres Mannes unter der Regie von Oliver Reese im Studio des Maxim-Gorki-Theaters
  - Weihnachten bei Ivanovs unter der Regie von Tom Kühnel und Robert Schuster der Hochschule für Schauspielkunst „Ernst Busch“ Berlin im Maxim-Gorki-Theater
- 1996: Eins auf die Fresse unter der Regie von Rüdiger Wandel am GRIPS-Theater
- 1997: Messer in Hennen unter der Regie von Thomas Ostermeier in der Baracke des Deutschen Theaters Berlin
- 1998: Pariser Leben unter der von Regie Christoph Marthaler an der Volksbühne Berlin
- 1999: Gäste unter der Regie von Hans-Joachim Frank im Theater 89
- 2000: Richard II. unter der Regie von Claus Peymann des Berliner Ensembles
- 2001: Emilia Galotti unter der Regie von Michael Thalheimer am Deutschen Theater Berlin
- 2002: Der Idiot unter der Regie von Frank Castorf an der Volksbühne Berlin
- 2003: Andromache unter der Regie von Luk Perceval an der Schaubühne am Lehniner Platz
- 2004: Grete unter der Regie von Anja Gronau im Theater unterm Dach
- 2005: Der Kick unter der Regie von Andres Veiel im Maxim-Gorki-Theater in Zusammenarbeit mit dem Theater Basel
- 2006 – Maria Stuart unter der Regie von Luk Perceval an der Schaubühne am Lehniner Platz
- 2007: Heaven (zu Tristan) unter der Regie von Armin Petras am Maxim-Gorki-Theater
- 2008: Staats-Sicherheiten unter der Regie von Clemens Bechtel am Hans Otto Theater
- 2009: Linie 2 – der Alptraum unter der Regie von Rüdiger Wandel am GRIPS-Theater
- 2010: Testament der Gruppe She She Pop am Theater Hebbel am Ufer
- 2011: Maß für Maß unter der Regie von Thomas Ostermeier an der Schaubühne am Lehniner Platz
- 2012: Die Räuber unter der Regie von Antú Romero Nunes am Maxim-Gorki-Theater
- 2013: For the Disconnected Child unter der Regie von Falk Richter an der Schaubühne am Lehniner Platz (in Koproduktion mit der Staatsoper Unter den Linden)
- 2014: Karamasow unter der Regie von Thorsten Lensing in den Sophiensælen Berlin
- 2015: Und dann kam Mirna unter der Regie von Sebastian Nübling am Maxim-Gorki-Theater
- 2016: Bekannte Gefühle unter der Regie von Christoph Marthaler an der Volksbühne Berlin
- 2017: Tod eines Handlungsreisenden unter der Regie von Bastian Kraft am Deutschen Theater Berlin
- 2018: zu gleichen Teilen an[2]
  - Drei Milliarden Schwestern von Bonn Park inszeniert an der Volksbühne Berlin
  - #BerlinBerlin von Jörg Steinberg inszeniert am Theater Strahl
- 2019/2020: Der Menschenfeind von Molière in der Regie von Anne Lenk am Deutschen Theater Berlin[3]
- 2020: Show Me a Good Time von Gob Squad[4]
- 2021/22: Berlau :: Königreich der Geister am Berliner Ensemble vom deutsch-schweizerischen Kollektiv „Raum+Zeit“ um Regisseur Bernhard Mikeska[5]
- 2022/23: Dschinns am Maxim Gorki Theater Berlin, Regisseur Nurkan Erpulat nach dem gleichnamigen Roman von Fatma Aydemir[6]
- 2023/24: The Silence am der Schaubühne am Lehniner Platz, Regie: Falk Richter[7]